# Christian Rieger (Sänger)

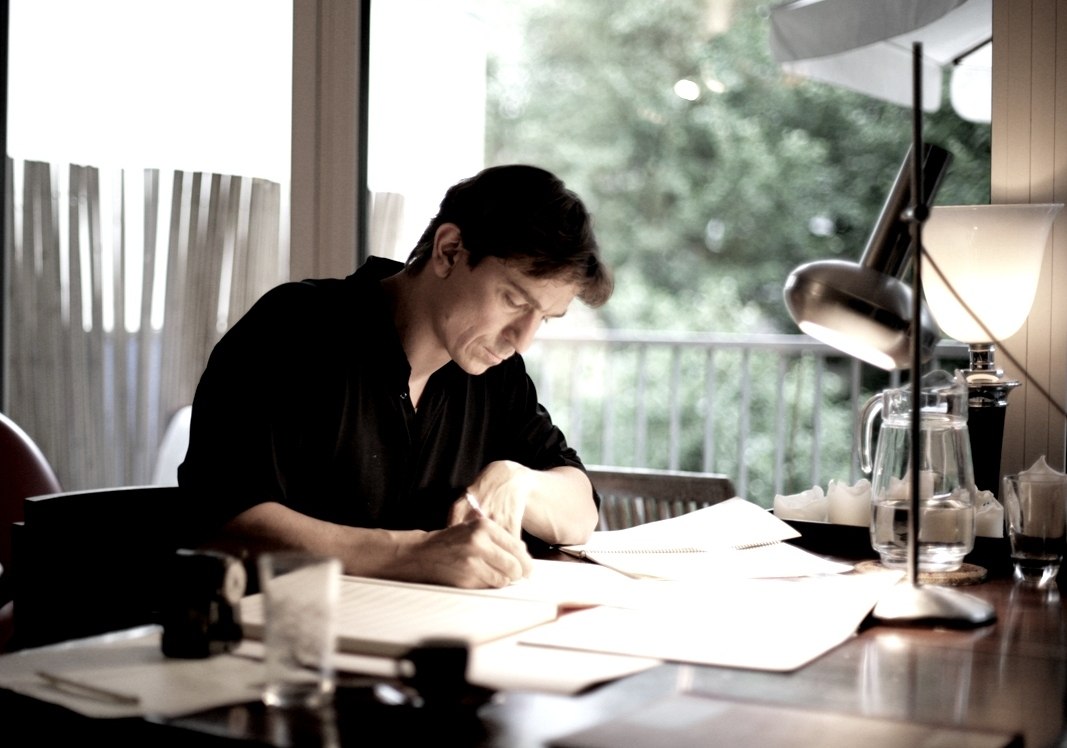
Christian Rieger (2013)

Christian Rieger (geboren am 21. April 1964 in Neumarkt in der Oberpfalz) ist ein deutscher Opernsänger (Bariton).

## Leben und Wirken
Rieger studierte an der Musikhochschule München bei Adalbert Kraus und Peter Kertz.  Er debütierte 1994 am Staatstheater Oldenburg in der Rolle des Dandini in La Cenerentola. Ein Jahr später wurde er Mitglied des Ensembles des Badischen Staatstheaters Karlsruhe. Zudem gastierte er unter anderem in Hamburg, Hannover, Dresden, Köln, Paris, Bukarest und Tokio.
Seit 2003 ist Rieger als Solist Ensemblemitglied der Bayerischen Staatsoper in München. Dort sang er seitdem unter anderem Partien wie  Apostolo Gazella (Lucrezia Borgia), Graf Ceprano (Rigoletto), Schaunard (La Bohème), Sharpless (Madama Butterfly), Dancaïro (Carmen), Besenbinder (Hänsel und Gretel),  Baron Douphol (La Traviata) Altgesell (Jenufa) Frank (Die Fledermaus) sowie den Einarmigen in Frau ohne Schatten. Außerdem wirkte er bei zahlreichen Uraufführungen (u. a. Alice in Wonderland, South Pole) und in verschiedene Kinderopern (Sigurd, der Drachentöter oder Der Mondbär) am Nationaltheater mit.

## Auszeichnungen
- 1992: Erster Preisträger beim Richard-Strauss-Wettbewerb
- 1995: Staatlicher Förderpreis für Junge Künstler des Freistaates Bayern.
- 2007: Festspielpreisträger Münchner Opernfestspiele 2007 der Gesellschaft zur Förderung der Münchner Opernfestspiele[3]

## Belege
1. ↑  Bayerische Staatsoper: Rieger Christian. Ehemals im Original (nicht mehr online verfügbar); abgerufen am 6. März 2021. (Seite nicht mehr abrufbar. Suche in Webarchiven)
2. ↑  Christian Rieger. In: Bayerische Staatsoper. 27. Dezember 2012, archiviert vom Original; abgerufen am 7. März 2021.
3. ↑  Christian Rieger erhält Festspielpreis der Gesellschaft zur Förderung der Münchner Opernfestspiele. In: Mittelbayeische Zeitung. 4. November 2007, abgerufen am 6. März 2021.

| Personendaten    | Personendaten                   |
| ---------------- | ------------------------------- |
| NAME             | Rieger, Christian               |
| KURZBESCHREIBUNG | deutscher Opernsänger (Bariton) |
| GEBURTSDATUM     | 21. April 1964                  |
| GEBURTSORT       | Neumarkt in der Oberpfalz       |